# Alfredo Martín
Alfredo Ángel Martín (Buenos Aires, 30 de abril de 1894-Buenos Aires, 24 de octubre de 1955) fue un futbolista argentino que se desempeñaba como delantero.

## Trayectoria
| Club              | País      | Período   |
| ----------------- | --------- | --------- |
| Hispano Argentino | Argentina | 1911-1914 |
| River Plate       | Argentina | 1914-1916 |
| Tigre             | Argentina | 1916-1918 |
| Boca Juniors      | Argentina | 1919-1923 |

## Palmarés

### Campeonatos nacionales
| Título                        | Club         | País      | Año  |
| ----------------------------- | ------------ | --------- | ---- |
| Primera División de Argentina | Boca Juniors | Argentina | 1919 |
| Copa Competencia              | Boca Juniors | Argentina | 1919 |
| Copa Ibarguren                | Boca Juniors | Argentina | 1919 |
| Primera División de Argentina | Boca Juniors | Argentina | 1920 |
| Primera División de Argentina | Boca Juniors | Argentina | 1923 |
| Copa Ibarguren                | Boca Juniors | Argentina | 1923 |

### Campeonatos internacionales
| Título                  | Club         | País      | Año  |
| ----------------------- | ------------ | --------- | ---- |
| Cup Tie Competition     | River Plate  | Argentina | 1914 |
| Cup Tie Competition     | Boca Juniors | Argentina | 1919 |
| Copa de Honor Cousenier | Boca Juniors | Argentina | 1920 |

### Distinciones individuales
| Distinción                             | Año  | Goles |
| -------------------------------------- | ---- | ----- |
| Máximo goleador de División Intermedia | 1911 | 31    |
| Máximo goleador de Primera División    | 1919 | 6     |